# Шпионинът, който ме обичаше (роман)
„Шпионинът, който ме обичаше“ (на английски: The Spy Who Loved Me) е роман на английския писател Иън Флеминг. Той е десетият от поредицата за Джеймс Бонд. Издаден е на 16 април 1962 г. от издателство Jonathan Cape.

## Сюжет
Внимание:  Текстът по-долу разкрива сюжета на произведението (или части от него)!
Главната героиня на разказа е Вивиън Мишел. Тя е канадка от френски произход и е родена в Квебек. Когато е на 8 години, родителите ѝ загиват в автомобилна катастрофа, а Вивиън е приета от нейна леля. До 15 години Мишел учи в манастир, а след това продължава образованието си в Англия. На финалната вечер Вивиън се срещна с Дерек Малаби. Те започват романтична връзка, но скоро Дерек съблазнява Мишел, след което я напуска.
След дипломирането си Вивиън получава работа в малък вестник в отдела за реклами. Работата ѝ е много трудна, но Мишел е упорита и две години по-късно става заместник главен редактор. На един фестивал на вестника в Мюнхен Вивиън среща Курт Райнър, представител на Асоциацията на западногерманските вестници. Райнър предлагат на Мишел високо платена работа в Асоциацията и Вивиън се съгласява. Първоначално Райнър се държи нормално, но скоро между тях се завързва връзка и Вивиън забременява. Научавайки Райнър веднага предлага на Мишел да подаде оставка от Асоциацията и да направи аборт. Бившият любовник дава малко пари на Вивиън и ѝ предлага да отидат за в Швейцария да направи аборт.
Мишел решава да не прави аборт и се завръща в дома си в Канада. Не казва нищо за бременността на леля си и тръгва да пътува. В един мотел мениджърът Джед Фенси предлага на Мишел работа като администратор и добро заплащане. Фенси обяснява Вивиън, че мотелът „Спален бор“ принадлежи на големия бизнесмен м-р Сангинети. Първоначално Мишел харесва работата, а управителят е много учтив. Но по-късно г-н Фенси започва безцеремонно да досажда на Вивиън и когато тя решава да напусне и иска заплатата си, мениджърът предлага да решат въпроса със самия м-р Сангинети. След няколко дни, в една дъждовна нощ в мотела идват двама „служители“ на Сангинети – „Джоунс“ и „Томсън“. Настанявайки ги в мотела, Вивиън осъзнава, че това не са агенти на застрахователна компания, а опасни бандити. „Томсън“ е висок, слаб мъж, със стоманени зъби, с прякор „Страх“, и „Джоунс“ – нисък и пълен, страдащ от пълна плешивост, с прякор „Стрелец“. По-късно в разговора, бандитите казват истинските им имена: „Страх“ – Саул Хоровиц, „Стрелец“ – Морант.
Вивиън се опитва да избяга, но разбойниците бързо я хващат и я бият. Тя е съблечена гола и бандитите я принуждават да ги обслужва. Страхувайки се, че злодеите ще я изнасилят, Мишел грабва нож и се опитва да избяга отново. Това вбесява гангстерите и кой знае какво може да се случи, но изведнъж на вратата се позвънява и в мотела влиза непознат мъж, англичанин, с малък белег върху твърдото, силно лице. Мъжът учтиво моли за свободна стая в мотела и бандитите, след известно колебание, дават на англичанина ключа. Вивиън придружава мъжа до колата и бързо му разказа за ужасното си положение, в което се намира. Англичанинът обещава да помогне на Мишел, а по-късно, когато се записва в книгата за регистрация на мотела, Вивиън научава името му – Бонд, Джеймс Бонд. Бонд каза на Мишел, че работи за правителството и че в Канада изпълнява отговорна работа.
Едни от най-големите тайни на МИ-6 са имената и адресите на дезертьорите от Съветския съюз и Източна Европа. В крайна сметка, за да си отмъсти на предателите, КГБ полага всички усилия, да ги унищожи, готова да плаща пари за информацията. Канада е дом на Борис, бивш съветски дизайнер на атомни подводници, който е избягал на Запад. КГБ научава за местонахождението му и е дава $ 50 000 на бившия офицер от гестапо име Хърст Улман като заплащане за убийството на Борис. Секретната информация за Борис за КГБ е осигурена от СПЕКТЪР. Оказва се, че след операцията „Мълния“ и бягството на Ернст Ставро Блофелд, всемогъщата престъпна организация не е била напълно унищожена, а продължава да бъде активна. МИ-6, заедно с канадските служби за сигурност, провеждат тайна операция: Борис е скрит на безопасно място, а Бонд заема неговото. Когато Улман и съучастниците му, нападат апартамента на „Борис“, те попадат на засада и са частично унищожени.
След като завършва разказа си, Бонд съветва Мишел да отиде в стаята си и да се барикадира здраво. През нощта Вивиън се събужда от ужасен пожар, целият мотел гори, подпален от бандитите. Те са изпратени от Сангинети да опожарят мотела, за да получи застраховката му, а вината да падне върху мъртвата Вивиън. Девойката за малко да бъде изгорена жива, но Бонд я спасява. Тогава Бонд и Вивиън се сблъскват с гангстерите и проехтяват изстрели. Негодниците се опитват да избягат с автомобил, но Бонд убива „Стрелец“, колата е надупчена от куршуми и заедно с мъртвия „Стрелец“ и ранения „Страх“ пада в езерото. Докато чакат полицията Бонд и Мишел отдъхват в леглото в една от оцелелите къщи на мотела. Събуждайки се през нощта в прегръдките на Бонд, Вивиън вижда в прозореца „оживелия“ „Страх“ (той успява да се измъкне от потъналата кола), който се опита да застреля любовниците. Но Бонд отново е по-бърз и убива бандита.
... На сутринта Вивиън открива, че Бонд си е заминал. Той ѝ е оставил прощално писмо, в което обяснява, че застрахователната компания трябва да плати значителна премия на Мишел за спасяването на мотела от огъня. В допълнение, Бонд предлага на Вивиън винаги да се обръща към него за помощ, като посочва своята поща в Лондон. Тя продължава своето пътуване с мисълта за шпионина, който я обичаше.

## Интересни факти
Това е най-краткият по обем роман от поредицата, романът с най-ясно изразено сексуално съдържание и е единственият роман за Джеймс Бонд, където историята е написана от името на главната героиня, Вивиън Мишел. В предговора му Иън Флеминг пише, че една сутрин е намерил ръкописа на бюрото си.

## Адаптации
Романът е екранизиран през 1977 г. във филма „Шпионинът, който ме обичаше“ (десетият филм на „официалната“ „бондиана“), в който ролята на Джеймс Бонд се изпълнява от Роджър Мур. Въпреки това, сценарият и сюжетът на филма на практика не съответстват на романа. Основно е използван героя „Страх“, който във филма се превръща в зловещия убиец със стоманените зъби, по прякор „Челюсти“.